# Luis Banck
Luis Banck Serrato (Ciudad de México, 2 de septiembre de 1969) es un servidor público mexicano. Fue Secretario de Desarrollo Social del Gobierno del Estado de Puebla; Secretario de Infraestructura y Transportes del Gobierno del Estado de Puebla; Subsecretario de Desarrollo Social; Director  General del DIF; y Coordinador General de Planeación e Inversión.  
En el Gobierno Municipal de la Ciudad de Puebla, fue Secretario de Desarrollo Social. En el Gobierno Federal, se desempeñó como Jefe de la Oficina del Secretario del Trabajo y Previsión Social y como Secretario Técnico en la Subsecretaría de Desarrollo Urbano e Infraestructura. De igual forma, fue Secretario Técnico en la Comisión de Desarrollo Social del Senado de la República en la LVII Legislatura.[cita requerida]

## Biografía
Es Licenciado en Administración Pública por la Universidad Iberoamericana, Ciudad de México. Fue becado por CONACYT para cursar la Maestría en Política Pública y Economía Internacional en la Universidad de Georgetown. Su tesis de maestría fue sobre los efectos negativos en la distribución del ingreso, derivados de la apertura comercial en México, y se publicó en el Georgetown Public Policy Review.[cita requerida]
Ha sido profesor asistente de Macroeconomía en la Universidad de Georgetown, profesor de Estadística para Economistas en la Universidad Panamericana, y profesor en Temas Actuales de la Administración Pública en la Universidad Iberoamericana Puebla.[cita requerida]
Luis Banck está casado con Susana Angulo de Banck, quien ahora mismo se desempeña como presidenta del Sistema Municipal DIF de Puebla, y con quien tiene una hija de nombre Sofía Banck Angulo.[cita requerida]

## Sector Público
A nivel internacional, trabajó para el Banco Mundial como líder de proyecto en temas de desarrollo social y urbano en varias macrociudades de América Latina, como San José en Costa Rica, Río de Janeiro en Brasil, Lima en Perú, y en el Distrito Federal en México. Adicionalmente, fue fundador y promotor de la iniciativa “Aire Limpio” para América Latina.[cita requerida]
En el Gobierno Federal, se desempeñó como Jefe de la Oficina del Secretario del Trabajo y Previsión Social y como Secretario Técnico en la Subsecretaría de Desarrollo Urbano e Infraestructura.[cita requerida]
De igual forma, fue Secretario Técnico en la Comisión de Desarrollo Social del Senado de la República en la LVII Legislatura.
En el Gobierno del Estado de Puebla, ha fungido como Secretario de Desarrollo Social; Secretario de Infraestructura y Transportes; Subsecretario de Desarrollo Social; Director  General del DIF; y Coordinador General de Planeación e Inversión.
En el Gobierno Municipal de Puebla, fue Secretario de Desarrollo Social.
En el sector privado, se desempeñó como Director Ejecutivo de Negocio Institucional Gobierno y Asuntos Corporativos de la empresa MetLife.[cita requerida]

## Alcaldía de Puebla
El 21 de febrero de 2016, Luis Banck recibe el nombramiento como Presidente Municipal por designación del Congreso del Estado.
El ayuntamiento recibió premios nacionales e internacionales entre los que destacan: el reconocimiento del Instituto Mexicano para la Competitividad (IMCO) por tres años consecutivos como primer lugar nacional en  transparencia; el premio por la estrategia de Combate a la Pobreza otorgado por el Banco Mundial y SEDESOL «Banco Mundial y SEDESOL reconocen a Puebla por combate a pobreza». Archivado desde el original el 14 de diciembre de 2018. Consultado el 14 de diciembre de 2018.